# Драгунская, Ксения Викторовна
Ксе́ния Ви́кторовна Драгу́нская (20 декабря 1965, Москва — 1 июля 2021, Москва) — российский драматург и прозаик: сценарист, детский писатель, искусствовед. Член Русского пен-центра, член Союза театральных деятелей РФ, секретарь СТД РФ (с 2011 по 2021), председатель комиссии по драматургии СТД РФ (с 2010 по 2021). Дочь писателя Виктора Юзефовича Драгунского и родная сестра писателя Дениса Драгунского.

## Биография
Родилась и выросла в Москве. Окончила ВГИК.
Дебют Драгунской в качестве драматурга состоялся в 1993 году, пьесу «Земля Октября» напечатали в журнале «Современная драматургия», перевели на немецкий язык и поставили на радио в Германии. В России же о Драгунской всерьёз заговорили в 1994 году, когда на фестивале молодой драматургии «Любимовка» представили её пьесу «Яблочный вор».
К началу 2018 года Ксенией Драгунской написано более тридцати пьес, идущих во множестве театров России, ближнего и дальнего Зарубежья и переведённых на множество языков. Пьесы Драгунской можно увидеть в академических театрах и в андерграундных подвальчиках, в любительских студиях и на студенческих показах. В театрах многих российских городов ставятся детские либо «взрослые» пьесы Драгунской. Пьесы, рассказы и сценарии печатались в журналах «Современная драматургия», «Драматург», «Сюжеты», «Искусство кино», «Новый мир», «Октябрь» «Дружба народов». В 2008 и 2009 годах пьесы изданы двумя отдельными сборниками — «Трепетные истории» (издательство «Кайрос») и «Пить, петь, плакать» («Время»). Её произведения — это «трепетные истории», насквозь пронизанные искренностью, чистой и не пошлой любовью и романтикой, и замечательным юмором. Вкупе с работой профессионалов режиссуры, на сцене эти пьесы становятся уникальными в своём роде постановками, и пользуются успехом у зрителей всех возрастов[нейтральность?].
Также тексты Ксении Драгунской используются для обучения студентов и подготовки профессионалов в таких вузах, как РАТИ-ГИТИС, театральное училище им. Щукина, ВГИК, Айовский университет (США), Университет Уэйна (США), Сербская академия искусств.
В сентябре 2020 года подписала письмо в поддержку протестных акций в Белоруссии.
Скончалась 1 июля 2021 года от перитонита. Прах захоронен в могиле родителей на Ваганьковском кладбище.

## Семья
- Отец — Виктор Юзефович Драгунский (1913—1972), русский советский писатель, автор повестей и рассказов, из которых наибольшую популярность приобрёл цикл «Денискины рассказы», ставший классикой советской детской литературы.
  - Единокровный брат — журналист Леонид Викторович Корнилов (1937—2007), выпускник экономического факультета МГУ, долгие годы работал в «Известиях», «Неделе», автор книг «Сказочная сила» (1965), «Останутся в памяти» (1965), «Образ жизни — советский!» (1974), «От глашатая до неона» (1978), «Эти удивительные ветераны» (1981), «Раз в жизни: несерьёзные заметки в жанре баек и журналистского трёпа» (2008).
    - Племянница — Лика (Лидия Леонидовна) Корнилова[5].
- Мать — Алла Васильевна Драгунская (урождённая Семичастнова, 1924—2007, выпускница ВГИКа), издала книгу воспоминаний «О Викторе Драгунском. Жизнь, творчество, воспоминания друзей» (М.: ТОО «Химия и жизнь», 1999).
  - Брат — журналист и сценарист Денис Викторович Драгунский (род. 1950).
    - Племянница — журналистка и дизайнер Ирина Драгунская (род. 1974).
- Сын — Артемий Драгунский (р. 1990) [6].

## Творчество

### Пьесы
- 1992 — «Вверх тормашками», поставлена в:
  - Красноярском ТЮЗе,
  - Тульском ТЮЗе,
  - Академическом театре русской драмы имени Леси Украинки (Киев), с 2005 г.
  - театре «Вера» (Нижний Новгород),
  - в 1998 году — на сцене Каменск-Уральского музыкально-драматического театра-студии «Да здравствуют дети!» режиссёром Нелли Фаизовой;
  - в 2010 году — на сцене Каменск-Уральского театра «Драма номер три» Александром Морозовым и Ириной Симановой,
  - в 2014 году — на сцене Саратовского государственного академического театра драмы имени  И. А. Слонова. Режиссёр Любовь Воробьёва-Баголей
  - в 2017 году — в Киевском академическом театре «На Липках» (бывший ТЮЗ).
  - и огромном множестве больших и маленьких театров России.
- 1993 — «Земля Октября», поставлена на радио ORD в Германии
- 1994 — «Яблочный вор»,
  - поставлена на «Радио России»,
  - в Санкт-Петербургском академическом театре комедии имени Акимова,
  - в Московском академическом театре Сатиры (обе постановки 2002 года),
  - в 2003 — на сцене Харьковского Центра современного искусства «Новая сцена»,
  - в 2006 году на сцене Челябинского государственного академического театра драмы имени Наума Орлова,
  - в Краснодарском академическом театре драмы,
  - в Тюменском драматическом театре,
  - во множестве маленьких и любительских театров.
- 1994 — «Мужчина, брат женщины», поставлена в драматическом театре города Кинешмы.
- 1995 — «Последние новости мужского платья», поставлена в «Дебют-Центре», г. Москва.
- 1995 — «Русскими буквами».
- 1996 — «Секрет русского камамбера утрачен навсегда-навсегда», поставлена:
  - в Московском театре Et cetera
  - в театре «Творческие мастерские» Петрозаводска
  - в Донецком государственном академическом музыкально-драматическом театре
- 1996 — «Все мальчишки дураки», поставлена во многих профессиональных, больших, маленьких и любительских театрах.
- 1997 — «Трепетные истории», поставлена во множестве театров-студий.
- 1998 — «Рыжая пьеса»:
  - по пьесе снят художественный фильм «Я вам больше не верю», режиссёр Иван Щёголев;
  - пьеса поставлена:
    - в Академическом театре юного зрителя имени Ю. П. Киселёва в Саратове[7]
    - на сцене Саратовского ТЮЗа Риммой Беляковой (2007)[8],
    - на сцене Молодёжного драматического театра Тольятти (режиссёр Владимир Дороганов),
    - в театре «Диалог» (Смоленск, режиссёр Виктор Зимин),
    - в Рязанском ТЮЗе (режиссёр Василий Грищенко),
    - во множестве театров-студий;
- 1999 — «Огурцы и другие пирожные», поставлена в театре «Вера» (Нижний Новгород), в театре «Диалог» (Смоленск), в Тамбовском ТЮЗе.
- 2000 — «Пить, петь, плакать», поставлена в театре «Поиск предмета» (Мск), в театре Новый драматический театр на Печёрске «На Печёрске» (Киев), в продюсерском центре Кати Огородниковой (Минск), в театре «Триада» (Хабаровск) и множестве любительских театров-студий
- 2000 — «Большая меховая папа», поставлена в театре «Диалог» (Смоленск), в театре ЦДР (Москва) во множестве студийных театров.
- 2000 — «Ощущение бороды», поставлена:
  - в «Центре драматургии и режиссуры», режиссёр Ольга Субботина,
  - в Городском театре Хельсинки,
  - в Академии искусств Сербии,
  - в театре комедии Македонии,
  - на сцене Драматического лицейского театр, г. Омск.
- 2000 — «Знак препинания „пробел“»
- 2000 — «Эдит Пиаф. Мой легионер» (поставлена в театре Романа Виктюка, в Рижском театре русской драмы, в Орловском государственном театре «Свободное пространство»
- 2001 — «Время рубля» — документальная пьеса
- 2001 — «Тайна пропавшего снега», поставлена:
  - в русском театре Эстонии,
  - в Московском театре «Школа драматического искусства»,
  - в Омском ТЮЗе,
  - в ТЮЗе Минска,
  - в «Чехов-Центре» города Южно-Сахалинска
  - и множестве других театров
  - 2002 — «Потоп» документальная пьеса о затоплении города Мологи (поставлена Ольгой Субботиной в рамках фестиваля «Красная нить»)
  - 2002 — «Любовь-кровь» (поставлена в компании L.A. Театр)
- 2003 — «Сыроежки. Кораблекрушение»[9], поставлена:
  - Саратовским ТЮЗом в рамках творческой лаборатории «Четвёртая высота»,
  - Вологодским ТЮЗом.
- 2006 — «ПроЯвления любви», поставлена в «Другом театре», Москва, режиссёр Ольга Субботина.
- 2007 — «Пробка», поставлена:
  - на «Радио России», в Башкирском академическом русском драматическом театре,
  - в Московском драматическом театре «АпАРте»,
  - в театре «Диалог» Смоленска.
  - на «Радио Белград» в 2015 году
- 2008 «Единственный с корабля» (поставлена на «Радио Белград» в 2013 году)
- 2010 — «Истребление», поставлена в театре ДОК, режиссёр Ольга Лысак.
- 2012 — «Лунапарк имени Луначарского», поставлена театром Школа драматического искусства, режиссёр Александр Огарёв, Городским драматическим театром Клайпеды (Литва) режиссёр Дарюс Рабашаускас
- 2015 — «Балаган на ветру» (по заказу Городского драматического театра Клайпеды (Литва)

Инсценировки и адаптации:
2000 — «Моя fair леди» (по заказу московского театра 'Et Cetera", режиссёр Дмитрий Бертман,
ремейк знаменитого мюзикла)
2002 — «Король „UBU“ (по заказу московского театра „Et Cetera“, режиссёр Александр Морфов
2004 — „Голая пионерка“ (по заказу московского театра „Современник“, адаптация романа Михаила Кононова, режиссёр Кирилл Серебрянников)
2006 — „Ан-дер-сен“ (совместный проект АССИТЕЖ Дании и Международной конфедерации театральных союзов, режиссёр Ольга Субботина»
2013 — «Денискины рассказы» (другие названия «Удивительный день», «Как мы строили ракету»); к столетию Виктора Драгунского, инсценировка знаменитых рассказов, поставлена в Санкт-Петербургском ТЮЗе имени Брянцева (режиссёр Екатерина Максимова)
в Российском академическом молодёжном театре (режиссёр Рустем Фесак)
в Иркутском ТЮЗе имени А. Вампилова (режиссёр Андрей Опарин)

### Киносценарии
- «Ощущение бороды»[10]
- «Сыроежки. Кораблекрушение» (приз за лучший сценарий конкурса «Лучезарный ангел», 2007 год)
- «Светло и нестрашно»
- «Знак препинания „пробел“»
- «Чистокровная»
- «Реконструкция скелета»

### Книги
2017 — «Колокольников-Подколокольный»
(издательство «Рипол», лонг-лист премии «Большая книга» 2017, шорт-лист премии «Ясная Поляна» 2017)
2018 — «Ангелы и пионеры»

(издательство «Время», лауреат Всероссийского фестиваля Детской книги в номинации «Почти взрослые»)
- 2007 — «Целоваться запрещено!»
- 2008 — «Трепетные истории»
- 2008 — «Пить, петь, плакать»
- 2010 — «Заблуждение велосипеда»
- 2010 — «Честные истории»
- 2012 — «Мужское воспитание»
- 2014 — «Лекарство от послушности»
- 2014 — «Секрет русского камамбера»
- 2015 — «Прыгучая котлета»
- 2015 — «Большая меховая папа»[11]
- 2021 — «Скорость весны» (издательство «Детская литература») [12]

## Награды
- Почётная грамота Президента Российской Федерации (21 августа 2017 года) — за большие заслуги в развитии отечественной культуры и искусства, средств массовой информации, многолетнюю плодотворную деятельность[13]
- Медаль ордена «За заслуги перед Отечеством» II степени (9 августа 2019 года) — за большой вклад в развитии отечественной культуры и искусства, многолетнюю плодотворную деятельность[14]